# SDガンダム スカッドハンマーズ
『SDガンダム スカッドハンマーズ』（エスディーガンダム スカッドハンマーズ、SD GUNDAM SCAD HAMMERS）は、2006年12月2日にバンダイナムコゲームス（バンダイレーベル）から発売されたWii専用ゲームソフト。ハードの発売日と同時に発売されたローンチタイトルの1つ。

## 概要
プレイヤーはモビルスーツ（以下、MS）を操作し、地上、コロニー、宇宙を舞台とするミッションをクリアしていく。
本作では原作でガンダムの主兵装であったビームライフルやビームサーベルなどの武器は一切使用できず、あまりにも荒唐無稽なため後のシリーズでは採用されていないハンマー（鎖付き鉄球）を用いて戦うことになる。ハンマー以外にも、ヌンチャクを振ることで使用できるタックルや、特殊アイテムであるミサイルやフィン・ファンネルなどで相手を攻撃できるが、それらはあくまで補助的な使用に留まる。

## ゲーム内容
ヌンチャクコントローラでMSを操作し、Wiiリモコンを振ってハンマーによる攻撃を行い、フィールド上に現れる敵を撃破していく。フィールドはランダムで生成される。
Wiiリモコンを振る方向によって攻撃方法が変化するシステムで、縦に振ればハンマーを一直線に投げ、横に振るとハンマーをなぎ払うように横に振る。またWiiリモコンを振る速度によってハンマーの速度も変化し、速いほど攻撃力も上がる。
一部の巨大な敵には部位破壊の概念が存在し、攻撃が当たるとその部分が凹むなどの外見の変化や、当たった場所の装備が使えなくなるなどの弱体化が発生する。

## 登場キャラクター
ストーリーはテレビシリーズ『機動戦士ガンダム』をパロディにしている。ホワイトベースのクルーはテム・レイとアムロ・レイのみ。
なお顔や声が無くとも、特定のキャラクターを連想させる演出を持つモブなども存在する。

### 地球連邦軍
テム・レイ
ガンダムの開発を担当した地球連邦軍の技術士官（大尉）であり、アムロの父親。ガンダムにビーム兵器を搭載させず、武装をハンマーのみにするという暴挙に出る。今作では特にマッドサイエンティスト色が強く、息子をこき使い回すが、親子の仲は良い。
「親父の閃き」では、一年戦争時から約14年後の宇宙世紀0093年に開発され、アムロが搭乗する最後の機体となるνガンダムの武装「フィン・ファンネル」（ただしνガンダム自体は登場しない）や、原作と違いガンダムの性能を引き上げる強化パーツ「親父の回路」などを発明することもある。
ITmediaの紹介では、「本当の主人公のような感じ」と評される。
アムロ・レイ
ガンダムのパイロットであり、テム曰く「被験者」。主人公と言うより被害者と評される。父親の暴走に付き合わされることに。
レビル将軍
連邦軍によるMSの開発計画「V作戦」を指揮した将軍。ガンダムの完成の報告により驚きの喚声に包まれる司令部の中で、ただ一人ガンダムの武装についての突っ込みを入れた。テムの暴走に不安を抱きつつも動向を見守っている。
ゴップ
連邦の高官。ガンダムの性能に驚いただけの出番。
ワッケイン
ルナツー方面軍司令官であり、後にソロモン攻撃軍第三艦隊司令官となる少佐。本作ではホワイトベースへの補給を断ったり、マゼランを座礁させられたりしており、テムにやたら無能呼ばわりされている。
マチルダ・アジャン
補給部隊の指揮官。ミデア輸送機に乗りホワイトベースへの補給に来る。原作では黒い三連星に撃墜され死亡したが、こちらは突き指程度で済んだ。
メカアムロ
アムロの反抗的態度を危惧したテムが作ったアムロをモチーフにしたロボット。アムロが脱走する原因の一端を担うが、脱走した後スクラップにされる。

### ジオン軍
シャア・アズナブル
「赤い彗星」の異名を持つジオン公国のエースパイロット。
ジーン
ジオン公国のMSパイロット。ザクに搭乗しており、原作通り最初にやられる運命となる。
デニム
ジーンの上司。だが本作ではジーンのザクを倒すと「よくもジーンを!」という吹き出しの付いた大量のザクが一斉に登場するので、彼の出演と言っていいのか判断に少々困るところがある。
ランバ・ラル
「青い巨星」の異名を持つジオン公国のエースパイロット。原作通りグフを駆りアムロに敗れるが、後にドムと騙され武装を強化されたアッグに乗り再登場する。
クラウレ・ハモン
ランバ・ラルと共に登場する。原作通りギャロップで特攻をかけてくるが、こちらも再登場。
黒い三連星（ガイア、オルテガ、マッシュ）
ジェットストリームアタックという戦法を得意とするジオン公国のエースパイロット三人組。原作通りドムに乗って戦う。
ララァ・スン
シャアに見出されたニュータイプの少女。シャアを原作以上にうっとおしがる。
マ・クベ
キシリアの部下。原作同様狡猾で、ランバ・ラルにドムと偽ってアッグを渡した。
ギレン・ザビ
ジオン公国の総帥にしてザビ家の長男。原作通りキシリアに頭を撃ち抜かれるが、その後何事もなかったかのように復活し、さらに頭を撃ち抜かれている。
キシリア・ザビ
ザビ家の長女。
ドズル・ザビ
ザビ家の三男で宇宙軍攻撃司令官。ビグザムに乗ってプレイヤーを苦しめる。
ガルマ・ザビ
ザビ家の四男でかなりの甘ちゃん。ホワイトベースに特攻して入院、後にキャリフォルニアベースの司令となる。
ククルス・ドアン
元ジオン軍の脱走兵。本作では格闘術に恐ろしいほどの磨きがかかっている。
ドレン
シャアの副官。船体のみのホワイトベースを「木馬ではなく『箱』ですな」と表現する。
コンスコン
コンスコン機動艦隊の司令官。リック・ドムに加え高機動型ザク、ザクレロ、ビグロ、ブラウ・ブロなど大量の戦力を引き連れて登場するが、戦力を小出しにするせいで尽く突破され、最後には浮きドックで乗艦のチベを沈められる。

## 登場機体

### 地球連邦軍

#### モビルスーツ
ガンダム
V作戦で開発されたMS。驚異的な性能を誇っているが本作ではハンマーのみで戦うこととなる。
ガンダムMC（マグネットコーティング）
アムロの成長に伴い、マグネットコーティングを施して反応速度を上げる処置を行ったガンダム。
G-3ガンダム
ガンダムの三号機で、マグネットコーティング試験用のMSでもある。
ガンダムNT-1アレックス
NT専用機として開発されたMS。機動性が高い代わりにパワーが低いため、パワー上昇アイテムを使わないとアレックスシールド（装備に必要なパワーが高い）を装備できない。
ジム
ガンダムのデータを元に作られた量産型MS。基本性能はLV1のガンダムより高く、アイテムも多数装備できるが、学習型コンピューターを搭載していないので敵を倒してもレベルアップしない。友軍や僚機として出現するミッションもあり、こちらのジムは普通にビーム・スプレーガンやビーム・サーベルを使う。
∀ガンダム
サイド3より発掘されたMSで、一年戦争関連作以外から登場する唯一の機体。ジムと同様にレベルアップはしないが、特殊能力「ナノスキン」によってエネルギーを消費して体力を回復できる。

#### その他
ホワイトベース
ガンダムのサポート機能を持つ強襲揚陸艦。しかし、サイド7襲撃の際にブリッジや格納庫、エンジン、ウィングといった各部のパーツがシャアに奪われてしまったため最初は船体部分のみで登場。ジオンからホワイトベースのパーツを奪い返すことで徐々にガンダムのサポート機能が追加されていく。
ホワイトベースのクルーが一人もいないため、テム・レイがトイレに篭っている間針路変更不能というシーンもあった。
ガンペリー
地上ステージなどで谷底に落ちると、ガンペリーに搭載されて引き上げられ、ゲームに復帰する。
ミデア
特定のステージでのみ登場する輸送機。機銃とタックルが攻撃手段だが、耐久力は低い。
サラミス
宇宙ステージで友軍として登場する巡洋艦。メガ粒子砲、ミサイル、機銃と攻撃手段が豊富で、耐久力もチベに匹敵するほど高いので戦力としては優秀。
ボール
宇宙ステージで友軍として登場する支援用ポッド。攻撃力も耐久力も低く、戦力としては全くあてにならない。
61式戦車
地上ステージで友軍として登場する主力戦車。連装砲の威力はそこそこだが耐久力が非常に低いためあっという間に撃破されてしまう。

### ジオン軍

#### モビルスーツ
ザク
ジオン公国の誇る量産型MS。角の付いた指揮官機や色を変えた専用機、砂漠でも使用できるように改造したものなど様々なバリエーションが存在する。数は多いが耐久力が低く、ある程度の攻撃なら一撃で倒せることも多い。
グフ
白兵戦用MS。高威力のヒートサーベルを装備し、ヒートロッドによる電撃攻撃を行うなど接近戦に強い。
ドム、リック・ドム
重MS。ホバーで素早く移動する上に耐久力も高く、拡散ビームによる目くらまし攻撃やバズーカ・マシンガンによる砲撃を行う。
ゲルググ
ジオン軍初のビームライフル標準装備型MS。耐久力・攻撃力共に高く、チャージした後のビームライフルにはガードクラッシュ効果がある。
ギャン
白兵戦用MS。白兵戦用のはずだが、機雷「ハイド・ボンブ」をばらまくなど攻撃方法が独特。
アッガイ
水中用MS。最初に登場する水中用MS。ステルス（姿を消す）機能を搭載しているが、耐久力は低め。
ゴッグ
水中用MS。耐久力がかなり高く、頭突きにはガードクラッシュ効果がついている。テムに「卵」呼ばわりされる。
ズゴック
水中用MS。ビーム兵器を搭載している。
ゾック
水中用MS。メガ粒子砲の火力が高い。
ハイゴッグ
水中用MS。ゴッグにも劣らない高耐久力を誇る。
アッグ
工作用MS。原作のものよりも巨大化しており、大きさはモビルアーマー（MA）に近い。ドリルによる攻撃が強力。また、ランバ・ラル用として片方のドリルをミサイルポッドに換装した攻撃型アッグが登場。
高機動型ザク
宇宙用の新型ザク。通常のザクより耐久力が高い上、移動速度や攻撃速度などあらゆる動きが高速化されている。
ディザート・ザク
砂漠仕様のザク。
ザクキャノン
キャノン砲を搭載したザク。ビッグガンやクラッカーポッドなど武装が豊富。
ドム・トローペン
局地戦用のドム。紫と茶色の二種類のカラーがある。
ゲルググキャノン
ビームキャノンを搭載したゲルググ。通常のゲルググよりも射撃の威力が上昇している。
ケンプファー
強襲用MS。全身に重火器を装備している。多段ヒットのショットガン、高威力のチェーンマインと火力が非常に高いが、耐久力は少し低い。
ジオング
試作型NT用MS。ビーム砲を内蔵した腕を飛ばし、オールレンジ攻撃を行う。

#### モビルアーマー
アッザム
試作MA。アッザムリーダーにより上空からの範囲攻撃を行う。
グラブロ
水中用MA。ミサイルやクローによる攻撃を行う。
ザクレロ
試作型宇宙用MA。クローや拡散ビームにより攻撃する。
ビグロ
宇宙用MA。両手のクローとビーム砲が主な攻撃手段で、ビーム砲にはガードクラッシュ効果がある。
ブラウ・ブロ
NT用の宇宙用MA。有線ビーム砲によるオールレンジ攻撃を行う。
ララァ専用MA(エルメス)
NT用のMA。ビットによりオールレンジ攻撃を行う。
ビグザム
巨大MA。全方位にビームを発射し、中央の巨大なメガ粒子砲によりすさまじい攻撃力を有する。

#### 軍艦
ムサイ
ジオン公国の標準的な巡洋艦。武装も装甲もやや貧弱。
艦橋がヘルメットの形状をしたシャア専用ことファルメルも登場する。
ガウ
ジオン公国の攻撃空母。上空からの爆雷攻撃を多用する。
ザンジバル
ジオン公国の機動巡洋戦艦。地上・宇宙の両方での活動が可能。メガ粒子砲とJ型ミサイルの威力が非常に高い。
チベ
ジオン公国の重巡洋艦。メガ粒子砲やミサイルで武装しており、ムサイの強化版と言ったところ。
グワジン
ジオン公国の戦艦。機銃がビーム砲になっているなど高火力で、耐久力も非常に高い強敵。
ギャロップ
ジオン公国の陸戦艇。後ろのカーゴはついていない。他の戦艦とは違い、正面が安全地帯となっている。
ダブデ
ジオン公国の大型陸戦艇。後部の格納庫から発射される大型ミサイルは高威力。
ユーコン
ジオン公国の潜水艦。正面から撃つミサイルと上空に打ち上げるミサイルの二種類を搭載しているが、それ以外の武装を持たない。
マッドアングラー
ジオン公国の大型潜水艦。ユーコンの強化版。

#### その他
マゼラアタック
ジオン公国の大型戦車。撃破した際、マゼラトップが分離することがある。
ドップ
ジオン公国の戦闘機。機銃とミサイルで武装しているが耐久力は非常に低く、衝撃波でも一発で倒せるほど。ガルマ専用の機体も存在する。
ガトル
ジオン公国の宇宙用戦闘機。ミサイルで武装しているが耐久力や機動性は低い。

## ハンマー
原作ではガンダムハンマーとハイパーハンマーの2種類しか登場しなかったが、本作ではゲームオリジナルのハンマーが登場する。オリジナルハンマーのデザインは原作のメカデザイナーだった大河原邦男が担当。アニメ『タイムボカンシリーズ』でのメカデザイン経験を活かした奇抜なハンマーが多数登場している。
起動したままハンマーを敵にぶつけることで、追加効果などの特殊効果を発揮する事ができる。
ガンダムハンマー
全ての基礎となる、ノーマルなハンマー。突出した能力はない。
ハイパーハンマー
ガンダムハンマーにバーニアを付け、破壊力を上げたハンマー。Bボタンでバーニアが起動し、ハンマーのスピードと攻撃力が上がる。
ボムハンマー
鉄球部分が爆弾になっているハンマー。Bボタンでセットし、敵にヒットすると爆発が起き追加ダメージ。
ショックハンマー
ヘッドに星が描かれた打面を持つショックパンチが5つ付いたハンマー。Bボタンでセットし、敵に当たるとショックパンチが伸びてピヨリ（気絶）効果付きの追撃を行う。
トリプルハンマー
小さな鉄球が3つ直列に並んで接続されているハンマー。3つの鉄球がバラバラに動くため、攻撃範囲が広い。Bボタンで3つの鉄球が固定されて一塊になり、攻撃力が上がる。
ジャンボハンマー
鉄球が他のものよりも巨大化したハンマー。素の状態でも攻撃力が高いが、そのかわり他のハンマーよりも動きが鈍い。敵にヒットすると衝撃波が起き追加ダメージ。
エレキハンマー
鉄球に6つの電球が付いたハンマー。Bボタンで電流が流れ、敵にヒットすると電撃でスタン（行動不能）効果付きの追撃を行う。
ヒートハンマー
鉄球に火炎放射器が3つついているハンマー。Bボタンでセットし、敵にヒットする度に3本の火柱が突出し炎上（スリップダメージ）効果付きの追撃を行う。
マグネハンマー
鉄球の代わりにU字磁石が付いたハンマー。Bボタンで磁力が発生し、磁石に敵をくっつけることができる。敵ごと振り回したまま別の敵にぶつけることで追撃を行える。
ドリルハンマー
鉄球の代わりにドリルが付いたハンマー。Bボタンでドリルが回転し、敵にヒットするとガード無効の多段貫通ダメージ。
ニードルハンマー
鉄球に伸縮するスパイクが付いたハンマー。Bボタンでセットし、敵にヒットする度にスパイクが広範囲に突出し追撃を行う。
ハロハンマー
鉄球の代わりに、出っ歯のハロがついているハンマー。ヒットさせるとハロが敵に数回噛み付いて多段ヒット攻撃となる。

## 開発
ハンマーをデザインした大河原邦男によると、本作はゲームとしての企画が先にあったという。デザインに際し、大河原は誰が見てもわかるようにしたと「ねとらぼ」とのインタビューの中で語っている。ただし、オファーの時点でハンマーの詳細が詰められていたため、デザインの方向性としては『ヤッターマン』をベースとした。うち、エレキハンマーは電撃技ということで碍子をモチーフとしている。ハロハンマーは、『機動戦士ガンダムSEED』でカラフルなハロが登場したことや、各種商品が出ていたことから、歯のついたデザインとなった。当初はぎざぎざの歯だったが、それではかわいくないということでうさぎをヒントに出っ歯に変更された。

## 評価
シェループは2025年に「リアルサウンド」に寄せた記事の中で、復刻してほしい作品の一つとして本作を挙げ、Wiiリモコンを存分に振るう豪快なプレイスタイルや、戦略性の高さなどを魅力として挙げている。